# Just Tell Her Jim Said Hello
"Just Tell Her Jim Said Hello" ("Solo dile a ella que Jim dijo hola") es una canción grabada y popularizada por Elvis Presley a comienzos de la década de 1960. Fue compuesta por el dúo Jerry Leiber y Mike Stoller y editada por la compañía RCA como cara B de un sencillo con el exitoso tema  "She's Not You" en la cara A.  El sencillo vendió más de 800.000 copias y fue certificado como disco de oro por la RIAA. "Just Tell Her Jim Said Hello" 
La canción entró en la lista de Billboard Hot 100 en 1962  y paralelamente se convirtió en un éxito en las listas canadienses donde logró acceder al puesto # 3 en agosto de 1962.

## Grabación y edición
Elvis grabó la canción en el legendario estudio B de la RCA en Nashville, Tennessee en la noche del 19 de marzo de 1962. Durante esa sesión de grabación que tuvo lugar en dos noches consecutivas, Elvis registró los temas que compondrían el álbum Pot Luck. Los músicos que acompañaron al rey del rock en dichas grabaciones incluyeron a Scotty Moore y Harold Bradley en guitarras, Grady Martin en guitarra y xilófono, Bob Moore en bajo, Boots Randolph en saxofón y xilófono, Floyd Kramer en piano y órgano, Buddy Harman y D. J. Fontana en batería y The Jordanaires en los coros. 
El editor Freddy Bienstock esperaba que "Just Tell Her Jim Said Hello" se convirtiera en una canción exitosa pero sus expectativas no serían del todo acertadas y sorpresivamente el éxito del sencillo en el cual se la editó fue de "She's Not You" que se convirtió en un éxito # 1 en las listas de diversos países logrando ventas que catapultaron el sencillo a la categoría de disco de oro. 

## Listas
| Listas (1962)                     | Posición alcanzada |
| --------------------------------- | ------------------ |
| US Adult Contemporary (Billboard) | 14                 |
| US Billboard Hot 100              | 55                 |
| Canadá                            | 3                  |

## Ediciones
- Sencillo "She's Not You" / "Just Tell Her Jim Said Hello" - RCA 1962
- Elvis’ Gold Records Vol. 4